# سيف المهندي
سيف المهندي، لاعب كرة قدم قطري يلعب حالياً في نادي الخور.

## مسيرة اللاعب
لعب سابقاً في نادي الخور ونادي معيذر ونادي الشحانية.

## روابط خارجية
- سيف المهندي على موقع Soccerway.com (الإنجليزية)